# گیشای من
گیشای من (انگلیسی: My Geisha) یک فیلم کمدی آمریکایی محصول ۱۹۶۲ به کارگردانی جک کاردیف با بازی شرلی مک‌لین، ایو مونتان، ادوارد جی. رابینسون، و رابرت کامینگز و اکران شده توسط پارامونت پیکچرز است.